# Psi2 Aquarii
Psi2 Aquarii (ψ2 Aquarii, förkortat Psi2 Aqr, ψ2 Aqr) som är stjärnans Bayerbeteckning, är en ensam stjärna belägen i den östra delen av stjärnbilden Vattumannen. Den har en genomsnittlig skenbar magnitud på 4,40 och är synlig för blotta ögat där ljusföroreningar ej förekommer. Baserat på parallaxmätning inom Hipparcosuppdraget på ca 8,1 mas, beräknas den befinna sig på ett avstånd på ca 400 ljusår (ca 123 parsek) från solen.

## Egenskaper
Psi2 Aquarii är en blå till vit stjärna i huvudserien av spektralklass B5 Vn, där ”n”-suffixet anger att absorptionslinjerna i dess spektrum breddas genom doppler-skiftning på grund av stjärnans snabba rotation. Den projicerade rotationshastigheten hos stjärnan är 341 km/s. Den har en radie som är ca 4,6 gånger större än solens och utsänder från dess fotosfär ca 565 gånger mera energi än solen vid en effektiv temperatur av ca 15 200 K.
Psi2 Aquarii är en Lambda Eridani-variabel eller periodisk Be-stjärna, med en pulsationscykel på 1 073 dygn. Variationens amplitud av den skenbara magnituden är 0,024 enheter.